# 佐野川温泉
佐野川温泉（さのがわおんせん）は、山梨県南巨摩郡南部町にある温泉。

## 泉質
- 硫黄泉
  - 源泉温度32℃
  - 湧出量毎分98L
  - 無色透明

## 概要
1974年（昭和49年）に開湯。源泉が鉱泉分析法指針に基づく「低温泉」に指定されているほどのぬる湯であるため、源泉そのままの湯と加温した湯の2種類の浴槽を用意している。また、内風呂と露天風呂があり、開湯当初は混浴となっていたが、2005年（平成17年）より内風呂が男女別となり、露天風呂も浴槽が男女別に仕切られている。

## 温泉街
一軒宿の「佐野川温泉」が存在する。温泉名の由来となった佐野川のそばにある。日帰り入浴は同温泉旅館の日帰り受付を利用することになる。

## アクセス
- 鉄道：身延線井出駅よりタクシーで約5分。